# Szmolenszki katonai repülőtér
A szmolenszki katonai repülőtér (ICAO: XUBS), másik nevén Szmolenszk-észak (oroszul: военный аэродром "Смоленск-Северный") vegyes használatú egykori katonai repülőtér Oroszországban, 4 km-re északra Szmolenszktől. A repülőtér elsődlegesen a Szmolenszki Repülőgépgyár újonnan legyártott gépei miatt épült.

## Története
A repülőtér az 1920-as években épült egy kifutópályával, amely 2500 méter hosszú és 49 méter széles volt, 75 tonnás volt a maximális terhelhetősége.
A hidegháború folyamán itt állomásozott a MiG–23-as vadászrepülőgépekkel felszerelt 401. IAP (elfogóvadász-ezred) 1946-tól. Az egységet 1990 körül megszüntették, gépeit kivonták a hadrendből. Helyettük a 871. IAP települt ide 1994-től szintén MiG–23-sokkal és Szu–27-esekkel, majd 2003-tól MiG–29-esekkel. A repülőtéren állomásozik még a 103. gárda szállítórepülőgép-ezred (GvVTAP), a kötelékébe tartozó 28 darab Il–76-ossal. Miután az alakulatot 2009-ben kivonták a hadrendből, nem maradt több aktív katonai egység a repülőtéren, csak egy kis parancsnoki központ. Így 2009 októberétől már polgári repülőtérként is funkcionál a bázis egy része.

## A lengyel kormányzati repülőgép katasztrófája
2010. április 10-én a katyńi vérengzés 70. évfordulójára tartó lengyel politikai elit egy jó része a Lengyel Légierő egy Tu–154M-es kormányzati különgépén utazott, amikor az a repülőtértől 400 méterre lezuhant. A balesetben 96 személy hunyt el, túlélő nem volt. A gépen lelte halálát Lech Kaczyński lengyel államfő is. A repülőtér a baleset idején még nem rendelkezett műszeres leszállító rendszerrel (ILS), a katasztrófát a sűrű köd és a pilóta hibás döntése együttesen okozta.

## Fordítás
- Ez a szócikk részben vagy egészben a Smolensk Airbase című angol Wikipédia-szócikk ezen változatának fordításán alapul.  Az eredeti cikk szerkesztőit annak laptörténete sorolja fel. Ez a jelzés csupán a megfogalmazás eredetét és a szerzői jogokat jelzi, nem szolgál a cikkben szereplő információk forrásmegjelöléseként.